# Dawn FM
Dawn FM er den canadiske sanger The Weeknds femte studiealbum. Albummet udkom 7. januar 2022. I modsætning til The Weeknds foregående album, After Hours (2020), som slet ikke indeholdt nogen feautures, indeholder Dawn FM gæsteoptrædener fra Lil Wayne, Jim Carrey, Quincy Jones og Tyler, the Creator. Albummet blev produceret af Max Martin, Oscar Holter og OPN.

## Spor
1. Dawn FM
2. Gasoline
3. How do I make you love me?
4. Take my breath
5. Sacrifice
6. A tale by Quincy
7. Out of time
8. Here we go...again (feat Tyler, the Creator)
9. Best Friends
10. Is there someone else?
11. Starry eyes
12. Every angel is terrifying
13. Don't break my heart
14. I heard you'r married (feat Lil Wayne)
15. Less than zero
16. Phantom regret by Jim